# Коровій Яр
Коро́вій Яр — село в Україні, у Лиманській міській територіальній громаді Донецької області. У селі мешкає 721 особа.

## Історія
Село вперше згадується на мапі 1788 року

### Російське вторгнення в Україну(2022)
27 вересня ряд телеграм-каналів (зокрема Мисягіна та Deep state) повідомили про звільнення села

## Відомі люди
Народилися
- Карпо Сергій Едуардович (1995—2015) — молодший сержант Міністерства внутрішніх справ України, учасник російсько-української війни 2014—2017.
- Рожков Артур Олександрович — український спортсмен-гирьовик, заслужений майстер спорту України, доктор сільськогосподарських наук.